# Záhada dinosaurů
Záhada dinosaurů je kniha českého cestovatele, spisovatele, publicisty a amatérského badatele v oborech entomologie, kryptozoologie a paleontologie Ing. Jaroslava Mareše (1937-2021).

## Popis
Vyšla v roce 1993 v nakladatelství Svoboda-Libertas a byla jednou z prvních českých knih o dinosaurech, které již obsahovaly mnohé moderní poznatky, u veřejnosti tehdy ještě obecně neznámé (popisující například jejich blízké příbuzenství s ptáky, teplokrevnost a vysoký stupeň metabolismu, objevy měkkých tkání apod.). Výborně zpracovaná je také úvodní část o dějinách objevů dinosaurů. Autor zde čerpá i ze svých vlastních poznatků, které získal při svých cestách po světě (poušť Gobi, Tendaguru v Tanzanii, badlands v Montaně a Albertě apod.). Dodnes je tato kniha považována za jednu z nejlepších publikací na téma dinosaurů, jaká u nás v posledních desetiletích vyšla.
Kniha obsahuje mnohé zajímavosti z historie objevů dinosaurů, informace o samotných dinosaurech i zajímavosti, týkající se jejich zániku, možného přežití, možností klonování apod. V současnosti už sice mnohé z uváděných názorů a teorií neplatí, přesto je text stále velmi příjemně čtivý, ucelený a informativní. Text knihy doprovodila barevnými malbami ilustrátorka Barbora Kyšková, obsahuje také množství autorových fotografií.